# Abby Bishop
Abby Bishop (29 de novembre de 1988 ) és una jugadora de bàsquet professional australiana d'aler/pivot. En els Estats Units, ella va jugar pel Seattle Storm de la WNBA el 2010, quan l'equip va guanyar un campionat de lliga. A Austràlia, va exercir en l'Australian Institute of Sport de 2005 a 2006, Canberra Capitals des de 2006 a 2010, Dandenong Rangers de 2010-2011 i actualment és membre de l'Adelaide Lightning. Ella és membre de l'equip nacional de bàsquet femení d'Austràlia i va guanyar una medalla d'or durant les sèries de Qualificacions d'Oceania Mundial en 2007.
Mesura 189 centímetres d'alçada, i va ser destacada al calendari de la Lliga Nacional Femenina de Bàsquet (WNBL) en 2009. Bishop és una alera alta. En 2008, ella va aparèixer com a estrella del bàsquet en myFiba.
Bishop va jugar en el South East Australian Basketball League (SEABL) durant la temporada d'hivern de 2011 per Swinburne Kilsyth Lady Cobras al costat d'altres esterelles de la WNBL com Eva Afeaki i Chantella Perera. Es va acomiadar de la Swinburne Kilsyth Lady Cobras al juny mentre estava de gira amb l'equip de Australian Opals a la Xina, on Austràlia va competir en el torneig Quatre Nacions Qi Yi juntament amb Brasil i Nova Zelanda.